# Sultanat d'Ifat
1285–1415
Entités précédentes :
- Sultanat de Showa

Entités suivantes :
- Sultanat d'Adal

Le sultanat d'Ifat ou d'Awfat en arabe, est un ancien État islamique situé dans le Choa à l'est de l'Éthiopie jusqu'à Berbera dans l'actuelle Somalie, fondé au XIIIe siècle par la dynastie Walashma. Ils se développe en concurrence avec l'Empire éthiopien qui le vassalise par intermittence.

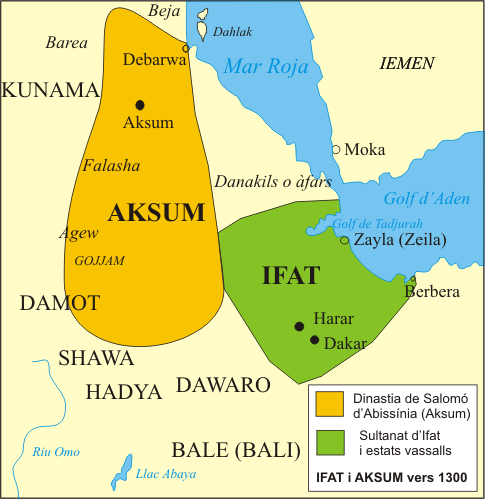
Sultanat d'Ifat vers 1300.

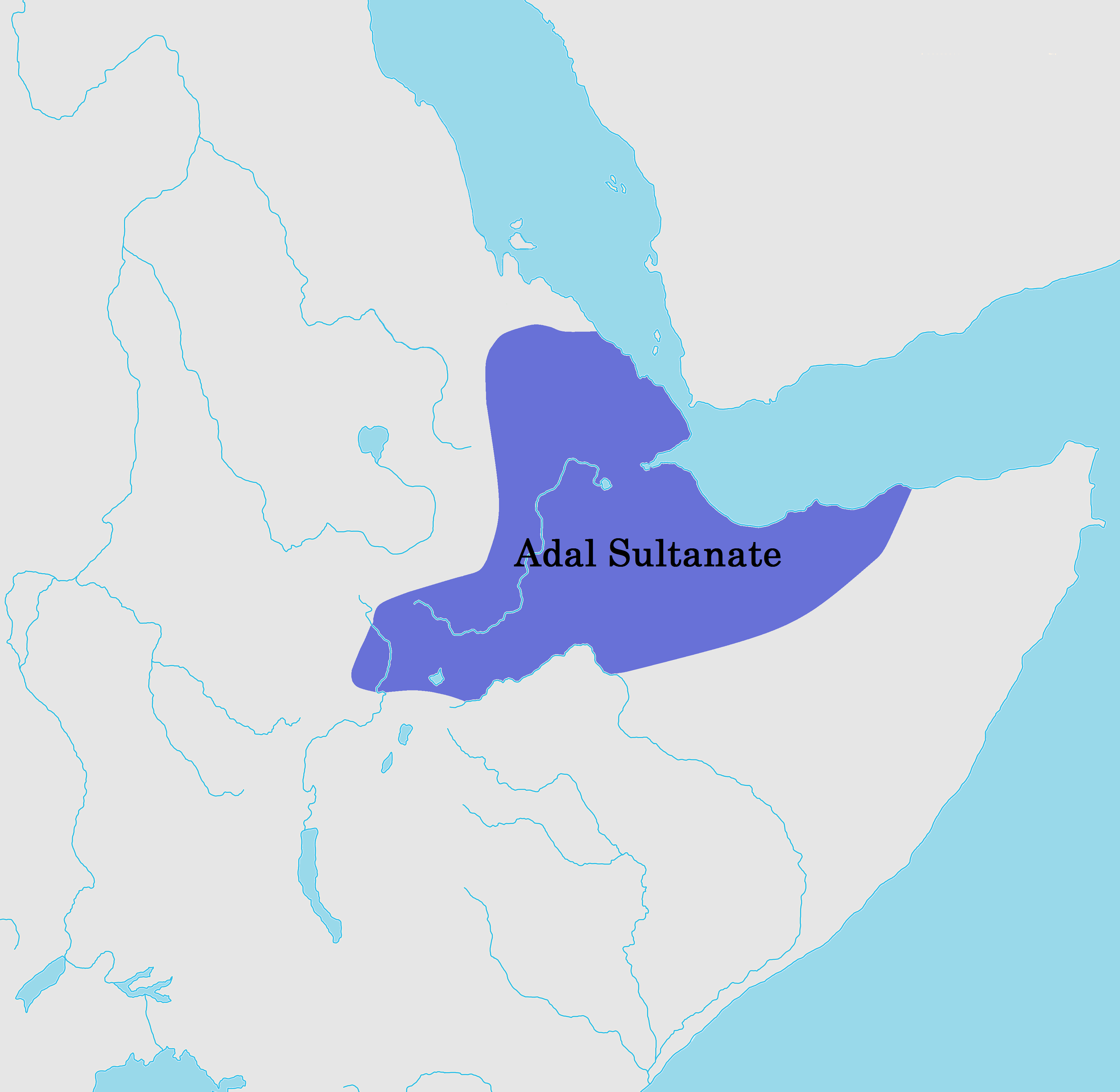
Sultanat d'Adal.

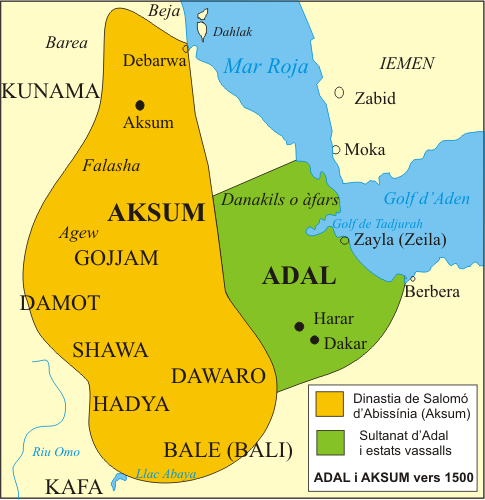
Sultanat d'Adal vers 1500.

## Histoire
L'émergence du sultanat d'Ifat qui supplante le sultanat du Choa vers 1285, se fait dans un contexte de concurrence avec le royaume chrétien des Zagwés et l'État païen du Damot. Ce dernier émerge à la même période, laissant supposer un bouleversement social et économique à ce jour indéterminé. Selon les sources arabes, le sultanat de Choa est alors encore dépendant du Damot. Lorsque le sultanat d'Ifat apparait, il s'affranchit du Damot.
Le sultanat s'étend au delà des territoires initiaux du Choa, intégrant une partie des hauts plateaux centraux et orientaux du Rift. Les villes sont caractérisées par leur population cosmopolite. Au XIVe siècle, l'ensemble des territoires musulmans de la région sont dirigée par le Sultanat.
Le premier souverain connu de la dynastie Walashma (en) est Omar ibn Dunya-huz, qui selon l'historien Maqrîzî, est désigné par le roi d’Éthiopie Yekouno Amlak qui règne entre 1270 et 1285. Il meurt vers 1275 et ses quatre ou cinq enfants, dont sa fille Mä'ät-läylä, lui succèdent chacun à leur tour. Leur règne respectif est assez bref, à l'exception de celui de Bäzitu, qui dure de 1279 à 1299 environ. Le dernier d'entre eux, Sabr ad-Din, arrive à un âge avancé. Son fils Ali est le premier à se révolter contre le joug éthiopien.
Un nouveau conflit éclate vers 1320 quand le sultan mamelouk du Caire An-Nâsir Muhammad ben Qalâ'ûn persécute les Coptes, et que l'empereur Amda Seyon Ier le menace de représailles. Le sultan d'Ifat Haqq-ed-Din attaque les territoires chrétiens, brûle les églises et contraint les fidèles à se convertir à l'islam. Un envoyé de l'empereur est assassiné. Amda-Syon réagit, et en 1328, il conquiert l’Ifat et le Fatajar. Il les met sous l’autorité d'un frère du sultan vaincu, Sabr ad-Din, mais ce dernier se révolte à son tour et proclame la guerre sainte en 1332 en s'alliant avec le Hadiya, le Daouaro et les Agao judaïsés du Nord du lac Tana. Amda-Syon devance les coalisés, ravage Hadiya, Fatajar et Daouaro et établit sur l’ensemble un autre frère des sultans vaincus, Jamal ad-Din en 1335. Il devra abattre deux autres coalitions avant de se résoudre à détruire la capitale de l’Ifat, avec ses mosquées.
Une révolte de Ali, fils de Sabr-ed-Din, est réprimée sous le règne du roi d'Éthiopie Saïfa-Arad (1344-1372). Ali est emprisonné et son fils Ahmad est nommé gouverneur par le roi d'Éthiopie. Libéré huit ans plus tard, Ali reprend le pouvoir. Il considère son fils Ahmad contre un traitre et l'exclut du pouvoir.
Le fils d'Ahmad ibn Ali, Haqq ad-Din II, exclu par le reste des Walashma, réunit des partisans autour de lui et se révolte contre son grand-père et son oncle Mola Asfah. Ceux-ci font apel à Saïfa-Arad, mais le roi d'Éthiopie est battu par les rebelles et Mola Asfah est tué. Haqq ad-Din II assiège et prend la ville d'Ifat où son grand-père s'est réfugié. Magnanime, il le confirme dans son titre et part fonder une nouvelle capitale dans le Choa, Wahal. La ville d'Ifat alors commence à décliner. Ali, pour sa part, perd la faveur de l'empereur d'Éthiopie et passe trente ans en prison. Haqq ad-Din II serait mort lors d'un raid contre l'empereur Néouya-Maryam en 1376.
Son frère Sa'ad ad-Din II lui succède et continue la guerre contre l'empereur. Ses succès lui permettent d'accroitre ses forces et de multiplier les raids. Il soumet également les peuples voisins et agrandit son aire d'influence. L'empereur David Ier d'Éthiopie rassemble alors une armée qu'il lance contre les musulmans mais qui est battue. Une seconde expédition menée par le général éthiopien Barwa s'enfonce dans l'Ifat et écrase les forces du sultan. Sa'ad ad-Din doit se réfugier à Zeilah. Il est tué en 1415 par l'empereur Yéshaq, qui assiège et prend le port de Zeilah et annexe l'Ifat.
La dynastie Walashma (en) s'exile un temps chez les Rassoulides du Yémen, puis attaque de nouveau l'Éthiopie et prend la capitale Jedaya en 1424. Elle s'installe à Däkär (en) et ses membres prennent désormais le titre de sultan de l'Adal.

## Monnaie
L'historien Al-Makrizi rapporte qu'Awfat utilisait une monnaie et que Damot et Sahem étaient deux endroits où le Royaume obtenait l'or pour produire sa monnaie. Un autre historien medieval arabe Al-Jazari mentionne que des dinars étaient utilisés dans le royaume. Al-Qalqashandi suggère qu'Awfat utilisait des dirhams et des dinars frappés en Égypte, mais il n'est toujours pas clair si le Royaume envoyait réellement de l'or pour être frappé en Égypte ou s'il utilisait simplement des pièces égyptiennes.